# Gabrielle d’Estrées und eine ihrer Schwestern
Gabrielle d’Estrées und eine ihrer Schwestern (Gabrielle d’Estrées et une de ses sœurs) ist ein Doppelporträt eines unbekannten Malers. Es zeigt rechts Gabrielle d’Estrées, Geliebte von Heinrich IV., und links vermutlich ihre Schwester Julienne-Hippolyte, die Herzogin von Villars.
Der unbekannte Maler des um 1594 entstandenen Bildes gehörte zu der sogenannten Zweiten Schule von Fontainebleau, die während der Regierung Heinrichs IV. für den französischen König tätig waren.
Das Bild wurde 1937 vom Museé du Louvre in Paris erworben und befindet sich in der ständigen Ausstellung (Peintures françaises XIVe-XVIIe, Saal 10).

## Beschreibung
Das Bild zeigt einen geöffneten roten Vorhang, der den Blick auf zwei unbekleidete junge Damen in einer Badewanne freigibt. Über den Rand der Badewanne ist ein weißes Tuch geworfen. Die Frau auf der linken Seite greift mit Daumen und Zeigefinger der linken Hand die rechte Brustwarze der anderen, der rechte Arm ruht auf dem Rand der Badewanne. Die Frau auf der rechten Seite hält in den Fingerspitzen der linken Hand einen Ring, ihre andere Hand ruht ebenfalls auf dem Wannenrand. Hinter den beiden Frauen befindet sich ein weiterer roter Vorhang, der den Hintergrund teilweise verhüllt. Im sichtbaren Teil sitzt eine nähende Bedienstete. Außerdem zu sehen ist ein Tisch mit einem grünen Überwurf und dahinter ein Kamin mit einem fast niedergebrannten Feuer. Über dem Kamin hängt ein nur teilweise sichtbares Gemälde, es zeigt den Unterkörper eines Mannes, der nackt ist bis auf eine die Genitalien verhüllende rote Decke.

## Deutungen
Laut eines Kommentar des Louvre ist das Bild eine Allegorie über die Geburt eines der unehelichen Kinder Heinrichs IV.
Der Griff an die Brustwarze von Gabrielle d’Estrées wird häufig als Hinweis auf eine Schwangerschaft gedeutet. Tatsächlich gebar sie im Juni 1594 César, den Heinrich IV. 1595 als seinen Sohn anerkannte.
Der Schriftsteller Wolfram Fleischhauer stellt in seinem Roman Die Purpurlinie die These auf, bei dem Bild handele es sich um das letzte einer Bilderreihe der Mätressen Heinrichs IV. Den Griff der brünetten Frau  – nach seiner These nicht die Schwester Gabrielles, sondern Catherine Henriette de Balzac d’Entragues – an die Brustspitze, und der Ring, den Gabrielle mit spitzen Fingern hält, symbolisierten die jeweils nicht eingehaltenen Heiratsversprechen Heinrichs. Der Mann auf dem Bild im Bild sei zwar der Kindsvater, jedoch nicht Heinrich IV., daher sei von ihm auch nur der Unterkörper zu sehen.

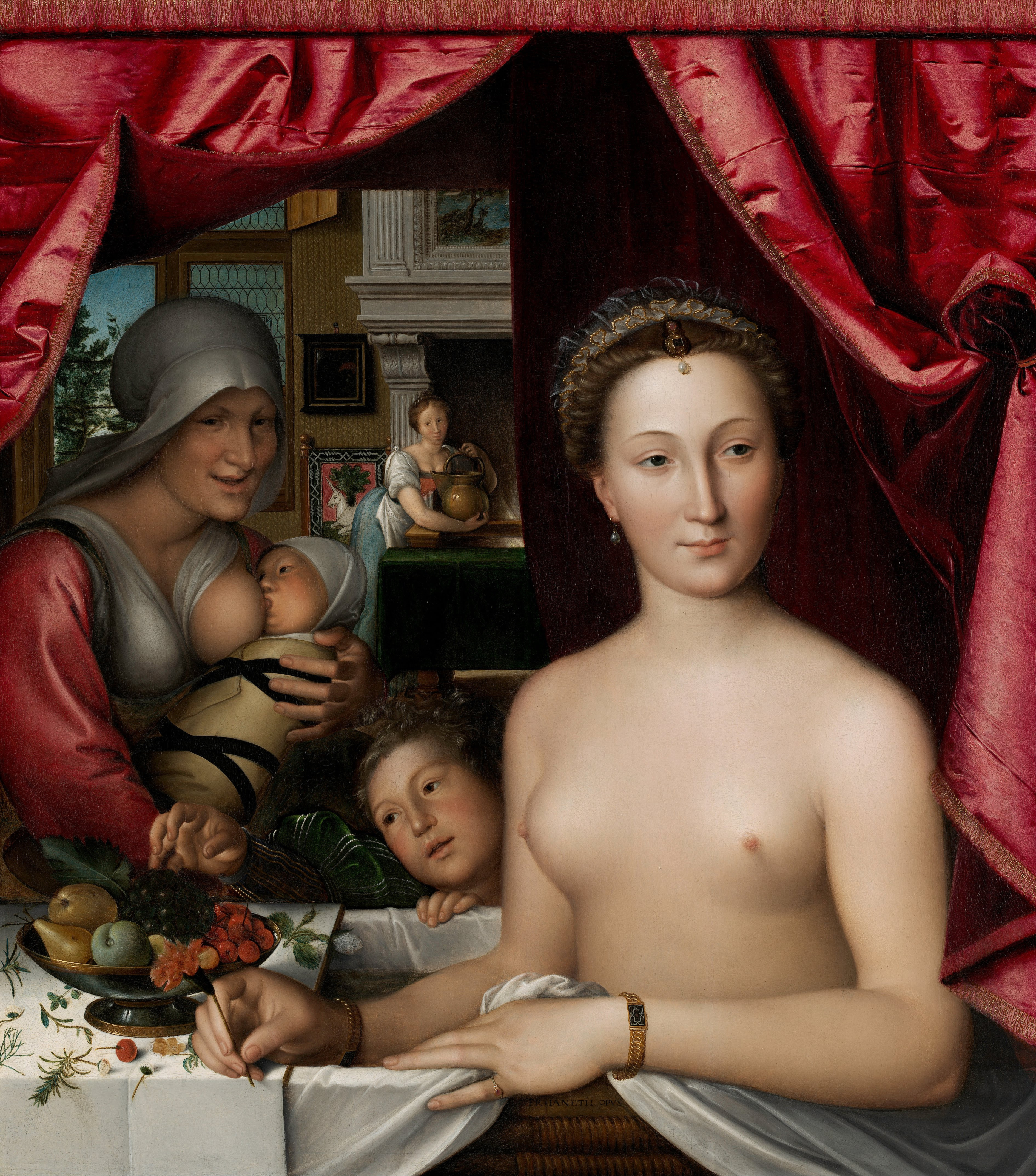
Dame im Bad/Portrait der Diana von Poitiers, National Gallery of Art

## Variationen/verwandte Bilder (Auswahl)
Das Bild hat mehrere vermutliche Vorläuferfassungen und Variationen des Motivs mit den gleichen Personen und dem gleichen Zeitraum, die ebenfalls keinem bekannten Künstler eindeutig zugeordnet werden können.
- Schule von Fontainebleau, Zwei Damen im Bad, Florenz, Galleria degli Uffizi
- Dame im Bad/Portrait der Diana von Poitiers, Washington D.C., National Gallery of Art